# مشية الفيل

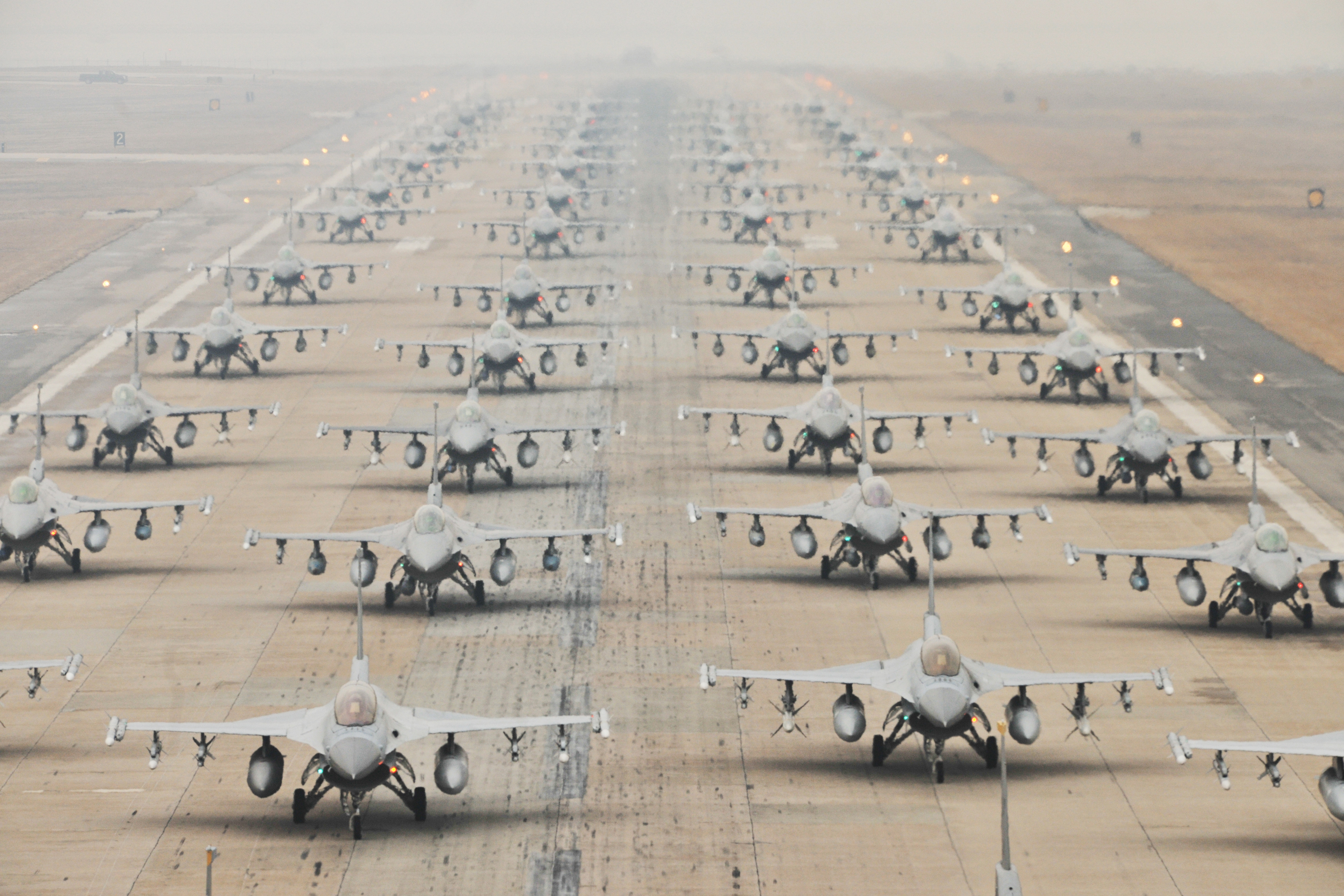
مقاتلات إف-16 الصقر المقاتل تابعة للقوات الجوية الأمريكية والكورية الجنوبية بتشكيل "مشية الفيل" أثناء تحركها على مدرج في قاعدة كونسان الجوية خلال تدريب في عام 2012.

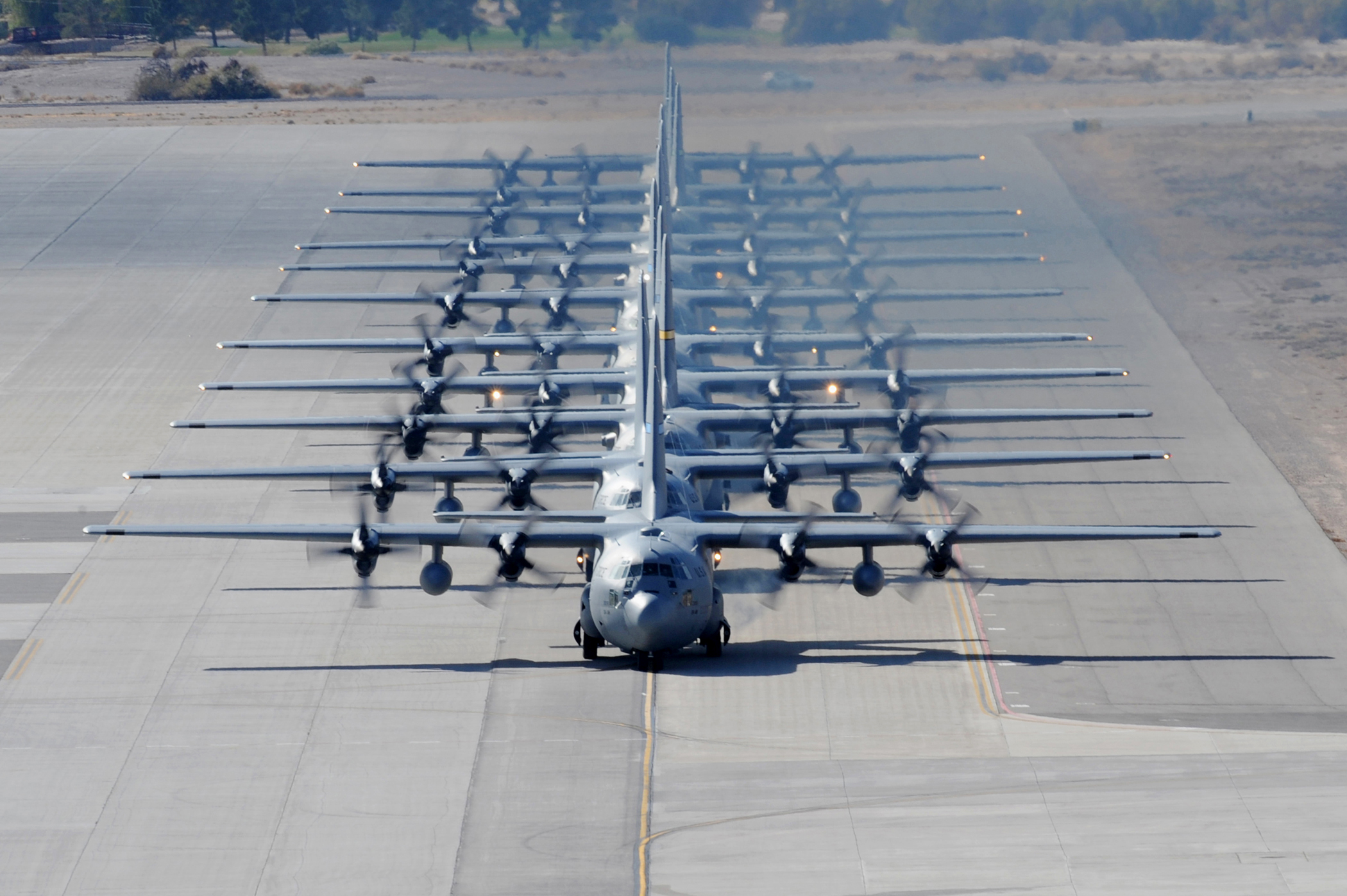
"مشية الفيل" لأحد عشر طائرة من طراز سي-130 هيركوليز في قاعدة نيليس الجوية، 2009

مشية الفيل هو مصطلح للقوات الجوية الأمريكية يشير إلى ترتيب الطائرات العسكرية قبل الإقلاع مباشرة، عندما تكون في تشكيل قريب. في كثير من الأحيان، يتم ذلك مباشرة قبل الحد الأدنى من فترة الإقلاع.

## أصول
يعود المصطلح إلى الحرب العالمية الثانية عندما كانت أساطيل كبيرة من قاذفات قنابل الحلفاء تشن هجمات في مهمات من 1000 طائرة. لوحظ أن تحرك هذه الأعداد الكبيرة من الطائرات لتقلع في صف واحد في تشكيلات متقاربة من الأنف إلى الذيل تشبه الأفيال السائرة إلى حفرة الشرب. وبمرور الوقت، ضُمن المصطلح في معجم القوات الجوية للولايات المتحدة لتحديد "الحد الأقصى لتصاعد الطلعات الجوية".  

## الاستخدام التكتيكي
تشمل فوائد مشية الفيل القدرة على إظهار قدرة الوحدات بالإضافة إلى العمل الجماعي. غالبًا ما يتم إجراؤها لإعداد الأسراب لعمليات الحرب ولإعداد الطيارين لإطلاق طائرات مسلحة بالكامل في حدث جماعي واحد. 

## استخدامات اخرى
أثناء عمليات الظهير وغارات ديسمبر خلال حرب فيتنام، استخدم المصطلح كلقب للطوابير الطويلة من طائرات بي-52 ستراتوفورتريس عند الاقتراب من أهدافها.  على الرغم من أن التجمعات الضيقة كانت ضرورية للحرب الإلكترونية، إلا أن مساراتها كانت متوقعة وكانت أهدافًا بطيئة لصواريخ أرض جو الفيتنامية الشمالية. خلال اسبوعين، غيرت القوات الجوية تكتيكاتها وبدأت في تغيير المسارات القادمة للقاذفات. بالإضافة إلى تغيير هذا الجانب من الهجوم، طُلب من القاذفات أخذ دورات أطول بعد تفريغ حمولتها، بدلاً من الإنعطاف الحاد الذي يعرضها أكثر للكشف بالرادار.  تستخدم هذه الممارسة أيضًا من قبل بعض فرق الاستعراض الجوي، خاصة تلك المرتبطة بفرع عسكري مثل الملائكة الزرقاء أو طيور الصاعقة في الولايات المتحدة وطيور الثلج في كندا، حيث تتحرك طائرات الفرق في تشكيل ضيق إلى المدرج وتحافظ على هذا التجمع أثناء الإقلاع.

## روابط خارجية
- فيديو لمشية الفيل B-52 وMITO في Minot AFB، ND
- القصة وراء مشية الفيل للقوات الجوية